# Tamahime
 (juin 2017).
Si vous disposez d'ouvrages ou d'articles de référence ou si vous connaissez des sites web de qualité traitant du thème abordé ici, merci de compléter l'article en donnant les références utiles à sa vérifiabilité et en les liant à la section « Notes et références ».
Tamahime ou Tama (1599-1622), est la deuxième fille du shogun Hidetada Tokugawa, une figure importante de l'époque Edo, elle épouse Maeda Toshitsune en 1601.

## Famille
Tama est la fille de Hidetada Tokugawa, le deuxième shogun de l'ère Edo, fils de Ieyasu Tokugawa. Sa mère est Oeyo, troisième fille d'Azai Nagamasa et nièce d'Oda Nobunaga. Elle est la sœur de Sen (épouse de Hideyori Toyotomi), Katsu (1601-1672) , Hatsu (1602-1630), Tokugawa Iemitsu (1604-1651), Tokugawa Tadanaga (1606-1633) et de l'impératrice Masako (1607-1678).

## Mariage et enfants
A l'âge de 3 ans, elle épouse Maeda Toshitsune (1594-1658), fils de Toshiie Maeda pour renforcer l'alliance entre les Tokugawa et les Maeda. Ils ont beaucoup d'enfants :
- Kikakuhime (1613-1630) ,adoptée par Iemitsu Tokugawa et  mariée à Tadahiro Mori ,fils de Mori Tadamasa
- Mitsutaka Maeda (1616-1645)
- Toshitsugu Maeda (1617-1674)
- Toshiharu Maeda (1618-1660)
- Manhime (1620-1700) adoptée par  Iemitsu Tokugawa, mariée à Asano Mitsuakira
- Tomihime (1621-1662), mariée à un noble .

Elle meurt en 1622 à l'âge de 23 ans.